# Douglas Friedrich
Douglas Alan Schuck Friedrich (Candelária, 12 de Dezembro de 1988), conhecido como Douglas Friedrich ou simplesmente Douglas, é um futebolista brasileiro que atua como goleiro. Atualmente, joga pelo Portimonense.

## Vida pessoal
De ascendência alemã, nasceu em Candelária, Rio Grande do Sul. De 2007 a 2008, por 10 meses, fez tratamento contra câncer de testículo, incluindo 5 meses de quimioterapia. Chegou a fazer uma cirurgia de emergência.

## Carreira
Sua carreira deu-se início no interior do Paraná. Com 19 anos, foi emprestado para um clube da segunda divisão do Irã, Naft Abadan. Em 2011, voltou ao Brasil para jogar pelo Capivariano, que disputava a quarta divisão paulista. Após, teve passagens pelo Ituano, Caxias e Bragantino até ser contratado pelo Corinthians, em 2015.
Em abril de 2016, sem espaço do Corinthians, foi emprestado para o Grêmio. Em setembro, após lesiona-se no joelho direito, teve seu contrato com Grêmio rescindido por decisão do Corinthians.
No começo de 2017, foi emprestado para o Avaí. Em julho de 2017, foi considerado o héroi na vitória do Avaí sobre Grêmio por 2 x 0. Neste jogo, disputado na Arena do Grêmio pelo então vice-lantena Avaí contra o então vice-líder do Brasileirão, fez 7 defesas consideradas difíceis e pegou um pênalti.

### Bahia
No dia 9 de janeiro de 2018, Friedrich, após boa passagem pelo Avaí, fechou contrato até 2020 com o Bahia como parte da transferência de Juninho Capixaba para o Corinthians. Em julho de 2020, após 108 jogos pelo clube, teve seu contrato renovado até dezembro de 2022.
Em 2018, pouco tempo depois de sua chegada, tornou-se titular e uma das referências do time. Em 2019, foi considerado uns dos destaques do clube. Em outubro, havia participado de 43 jogos e sofrido 32 gols no ano, chegando a ficar 13 jogos sem sofrer um gol. Era sua melhor fase até então.
Na campanha do clube pela Série A de 2020, foi titular, assim como na Copa Sul-Americana. Em janeiro de 2021, em um jogo contra o Vasco, ainda pela Brasileirão 2020, recebeu uma solada no rosto deferida por Leandro Castán, resultando em 5 pontos cirúrgicos.
Em 2021, o jogador foi um dos protagonista do Bahia na conquista na Copa do Nordeste. Entretanto, não participou das partidas finais por ter sido infectado pela Covid-19, em abril. Matheus Teixeira foi seu substituto. No fim de maio, perdeu a titularidade, após uma má fase. Na estreia do clube pela Série A 2021, estava no banco de reservas.

### Portimonense
Após saída do Avaí, acertou sua ida ao futebol portugues, para jogar com a camisa do Portimonense.

## Estatísticas
- Atualizado até 1 de abrill de 2021 [23]

| Clube                   | Temporada         | Campeonato Nacional | Campeonato Nacional | Campeonato Nacional | Campeonato Estadual | Campeonato Estadual | Copa  | Copa | Competição Continental | Competição Continental | Outros | Outros | Total | Total |
| Clube                   | Temporada         | Divisão             | Jogos               | Gols                | Jogos               | Gols                | Jogos | Gols | Jogos                  | Gols                   | Jogos  | Gols   | Jogos | Gols  |
| ----------------------- | ----------------- | ------------------- | ------------------- | ------------------- | ------------------- | ------------------- | ----- | ---- | ---------------------- | ---------------------- | ------ | ------ | ----- | ----- |
| Capivariano             | 2011              | —                   | —                   | —                   | 33                  | 0                   | —     | —    | —                      | —                      | —      | —      | 33    | 0     |
| Capivariano             | 2012              | —                   | —                   | —                   | 0                   | 0                   | —     | —    | —                      | —                      | —      | —      | 0     | 0     |
| Capivariano             | 2013              | —                   | —                   | —                   | 0                   | 0                   | —     | —    | —                      | —                      | —      | —      | 0     | 0     |
| Capivariano             | 2014              | —                   | —                   | —                   | 0                   | 0                   | —     | —    | —                      | —                      | —      | —      | 0     | 0     |
| Capivariano             | 2015              | —                   | —                   | —                   | 14                  | 0                   | 3     | 0    | —                      | —                      | —      | —      | 17    | 0     |
| Capivariano             | Total             | Total               | —                   | —                   | 47                  | 0                   | 3     | 0    | —                      | —                      | —      | —      | 50    | 0     |
| Ituano (empréstimo)     | 2012              | —                   | —                   | —                   | 3                   | 0                   | —     | —    | —                      | —                      | 17     | 0      | 20    | 0     |
| Caxias (empréstimo)     | 2013              | Série C             | 17                  | 0                   | —                   | —                   | —     | —    | —                      | —                      | —      | —      | 17    | 0     |
| Caxias (empréstimo)     | 2014              | Série C             | 17                  | 0                   | 17                  | 0                   | —     | —    | —                      | —                      | —      | —      | 34    | 0     |
| Caxias (empréstimo)     | Total             | Total               | 34                  | 0                   | 17                  | 0                   | —     | —    | —                      | —                      | —      | —      | 51    | 0     |
| Bragantino (empréstimo) | 2015              | Série B             | 33                  | 0                   | —                   | —                   | —     | —    | —                      | —                      | —      | —      | 33    | 0     |
| Corinthians             | 2016              | Série A             | 0                   | 0                   | 0                   | 0                   | 0     | 0    | —                      | —                      | —      | —      | 0     | 0     |
| Grêmio (empréstimo)     | 2016              | Série A             | 0                   | 0                   | 0                   | 0                   | 0     | 0    | 0                      | 0                      | —      | —      | 0     | 0     |
| Avaí (empréstimo)       | 2017              | Série A             | 28                  | 0                   | 1                   | 0                   | 0     | 0    | —                      | —                      | 1      | 0      | 30    | 0     |
| Bahia                   | 2018              | Série A             | 26                  | 0                   | 10                  | 0                   | 6     | 0    | 5                      | 0                      | 7      | 0      | 54    | 0     |
| Bahia                   | 2019              | Série A             | 37                  | 0                   | 5                   | 0                   | 6     | 0    | 2                      | 0                      | 6      | 0      | 56    | 0     |
| Bahia                   | 2020              | Série A             | 30                  | 0                   | 2                   | 0                   | 1     | 0    | 5                      | 0                      | 2      | 0      | 40    | 0     |
| Bahia                   | 2021              | Série A             | 0                   | 0                   | 0                   | 0                   | 1     | 0    | 0                      | 0                      | 5      | 0      | 6     | 0     |
| Bahia                   | Total             | Total               | 93                  | 0                   | 17                  | 0                   | 14    | 0    | 12                     | 0                      | 20     | 0      | 156   | 0     |
| Total da carreira       | Total da carreira | Total da carreira   | 188                 | 0                   | 85                  | 0                   | 17    | 0    | 12                     | 0                      | 38     | 0      | 340   | 0     |

1. ↑  Participação na Copa Paulista
2. ↑  Participação na Primeira Liga
3. 1 2  Participações na Copa Sul-Americana
4. 1 2  Participações na Copa do Nordeste

## Títulos
Bahia
- Campeonato Baiano : 2018,[2] 2019[2] e 2020
- Copa do Nordeste : 2021